# نورا (سوئد)
شهر نورا (به سوئدی: Nora, Sweden) در ناحیه شهری نورا در کشور سوئد واقع شده‌است. جمعیت این شهر ۱۰۰۵٫۱۲  نفر است.